# Colosseum
Colosseumul este un monument istoric și turistic aflat în centrul Romei vizitat de foarte mulți turiști din toată lumea. El este probabil cea mai impresionantă clădire-ruină a Imperiului Roman. Acesta era cea mai mare construcție a vremurilor sale după piramide și astăzi este cel mai mare amfiteatru antic care poate fi vizitat in Italia. Colosseumul este situat la est de Forumul Roman. Construcția a început sub conducerea împăratului Vespasian în anul 72 d.Hr. și a fost finalizată în anul 80 d.Hr. sub conducerea succesorului și moștenitorului său Titus. Alte modificări au fost făcute în timpul domniei lui Domițian (81-96). Acești trei împărați sunt cunoscuți sub numele de dinastia Flaviană, iar amfiteatrul a fost numit în limba latină pentru asocierea cu numele de familie al acestora, Flavius. 
Colosseumul ar putea avea, este estimat, între 50.000 și 80.000 de spectatori având o audiență medie de aproximativ 65.000. El a fost folosit pentru concursuri cu gladiatori și spectacole publice, cum ar fi bătălii maritime pentru o scurtă perioadă de timp, când hipogeul a fost în curând completat cu mecanisme de susținere a celorlalte activități, vânători de animale, execuții, reînnoiri ale unor bătălii celebre și drame bazate pe mitologia clasică. Clădirea a încetat să fie folosită pentru divertisment în epoca medievală timpurie. Mai târziu a fost refolosită în astfel de scopuri, cum ar fi locuințe, ateliere, cartiere pentru o ordine religioasă, o cetate, o carieră și un altar creștin.
Deși a fost ruinat parțial din cauza pagubelor provocate de cutremure și hoți de piatră, Colosseum este încă un simbol iconic al Romei Imperiale și este listat ca una dintre Cele șapte minuni ale lumii moderne. Este una dintre cele mai populare atracții turistice ale Romei și are, de asemenea, legături cu Biserica Romano-Catolică, deoarece în fiecare Vinerea Mare Papa conduce o procesiune cu torțe numită "Calea Crucii", care începe în zona din jurul Colosseumului.
Colosseumul este de asemenea prezentat pe versiunea italiană a monedei euro de cinci cenți.
Colosseumul este un monument destul de important în Roma.

## Nume
Numele latin original al Colosseumului a fost Amphitheatrum Flavium. Construcția sa a fost realizată de împărații din dinastia Flaviană, în urma domniei lui Nero. În antichitate, romanii s-au referit la Colosseum prin numele neoficial Amphitheatrum Caesareum (cu Caesareum ca adjectiv legat de titlul de Cezar), dar acest nume poate să fi fost strict poetic, deoarece nu era exclusiv pentru Colosseum; Vespasian și Titus, constructorii Colosseumului, au construit de asemenea un amfiteatru cu același nume în Puteoli (Pozzuoli modern).

## Destinație

### Luptele de gladiatori
Prizonierii din războaie erau puși să lupte între ei sau cu animale sălbatice. Spectatorii se delectau privind luptele dintre gladiatori  si sclavi, uneori chiar si intre gladiatori si animale.
Între anii 80-400 d.Hr. se estimează că și-au pierdut viața în Colosseum în jur de 300.000 oameni, alături de peste 1 milion de animale.

## Amfiteatrul Flavian sau Colosseumul
Împăratul Vespasian, fondatorul dinastiei Flaviane, a început construcția Colosseumului în anul 72 d.Hr.. Aceasta a fost încheiată în anul 80 d.Hr., la un an după moartea lui Vespasian.
Uriașul amfiteatru a fost construit în locul unui lac artificial, parte din marele parc construit de Nero în centrul Romei, care includea de asemenea și Domus Aurea cât și statuia Colossus. Această gigantică statuie a lui Nero, de 36 de metri înălțime, care îl prezenta pe împărat în chip de zeu al soarelui a dat numele actual al construcției - Colosseum. Statuia, amplasată lângă amfiteatru, a fost demolată ulterior. Nu numai statuia, dar și amfiteatrul ofereau o priveliște grandioasă. În formă de elipsă, cu axa mare de 186 m, axa mică de 150 m, avea un perimetru de 520 m si o înălțime de 55 m, oferind locuri pentru aproximativ 50.000 spectatori. Fundația pe care a fost construit avea 12 metri grosime.

## Descriere fizică

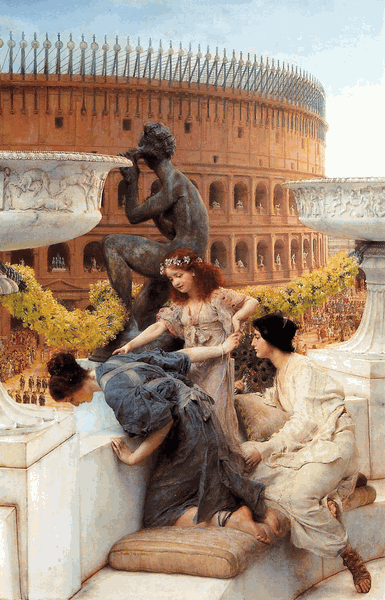
„The Colosseum”, de Lawrence Alma-Tadema

### Exterior

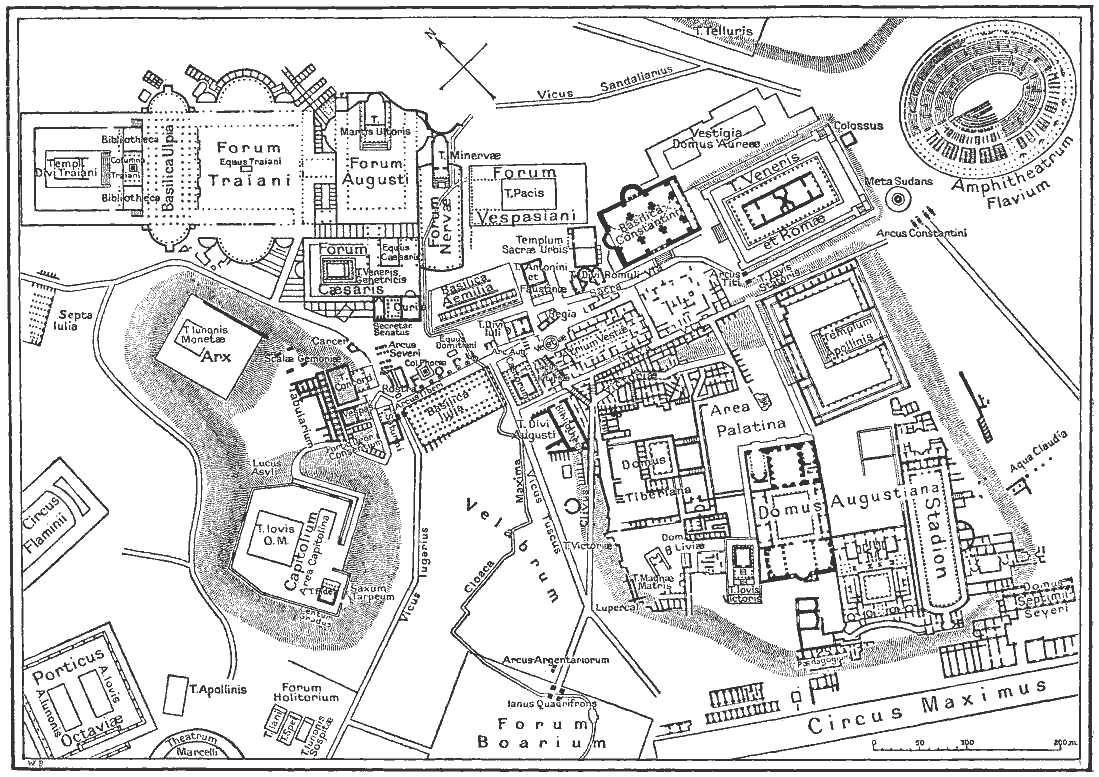
O hartă cu centrul Romei din timpul Imperiului roman, cu Colosseumul în colțul din dreapta sus

Spre deosebire de amfiteatrele construite anterior între două dealuri, Colosseumul este o structură autonomă, în întregime construită. Planul său este eliptic, având 189 m lungime și 156 m lățime, aria sa fiind de 6 ha. Înălțimea zidului exterior este de 48 m. Perimetrul original măsoară 545 m. Arena centrală este ovală, având 86 m lungime și 156 m lățime, înconjurată de un zid de 4,5 m înălțime, care se ridică până la nivelul primelor rânduri pentru spectatori.
Se estimează că zidul exterior era construit din 100.000 m³ de travertin, nu zidit cu mortar, ci fixat cu scoabe de fier. Ansamblul structurii a suferit pagube însemnate în decursul veacurilor, prin prăbușirea unor părți mari, în urma unor cutremure. S-a păstrat partea de nord a zidului de incintă. În secolul al XIX-lea au fost adăugate la extremitățile sale rampe de cărămidă pentru a-l consolida. Restul exteriorului actual al Colosseumului este de fapt zidul interior de la origine.
Partea păstrată a zidului exterior al fațadei monumentale se compune din trei niveluri de arcade suprapuse, având deasupra o platformă pe care se înalță un atic foarte înalt, prevăzut cu ferestre la intervale regulate. Arcadele sunt încadrate de semi-coloane dorice, ionice și corintice, în timp ce aticul este împodobit cu pilaștri corintici. Fiecare arc de la al doilea și al treilea etaj era ornat cu statui, probabil reprezentând divinități și alte personaje ale mitologiei greco-romane.
În jurul părții de sus a aticului se aflau 240 de catarge dispuse în corbel. Acestea susțineau un acoperiș mare, retractabil, cunoscut sub numele de velarium, care ferea spectatorii de arșița soarelui sau de ploaie. Era o pânză foarte mare, susținută de o plasă din frânghii, cu o gaură în mijloc. Acoperea două treimi din arenă, în pantă către centru, pentru a capta vântul și a-l dirija către spectatori. Velarium-ul era manevrat de marinari înrolați în acest scop la sediul marinei din Misenum și cazați la cazarma Castra Misenatium din apropierea Colosseumului.

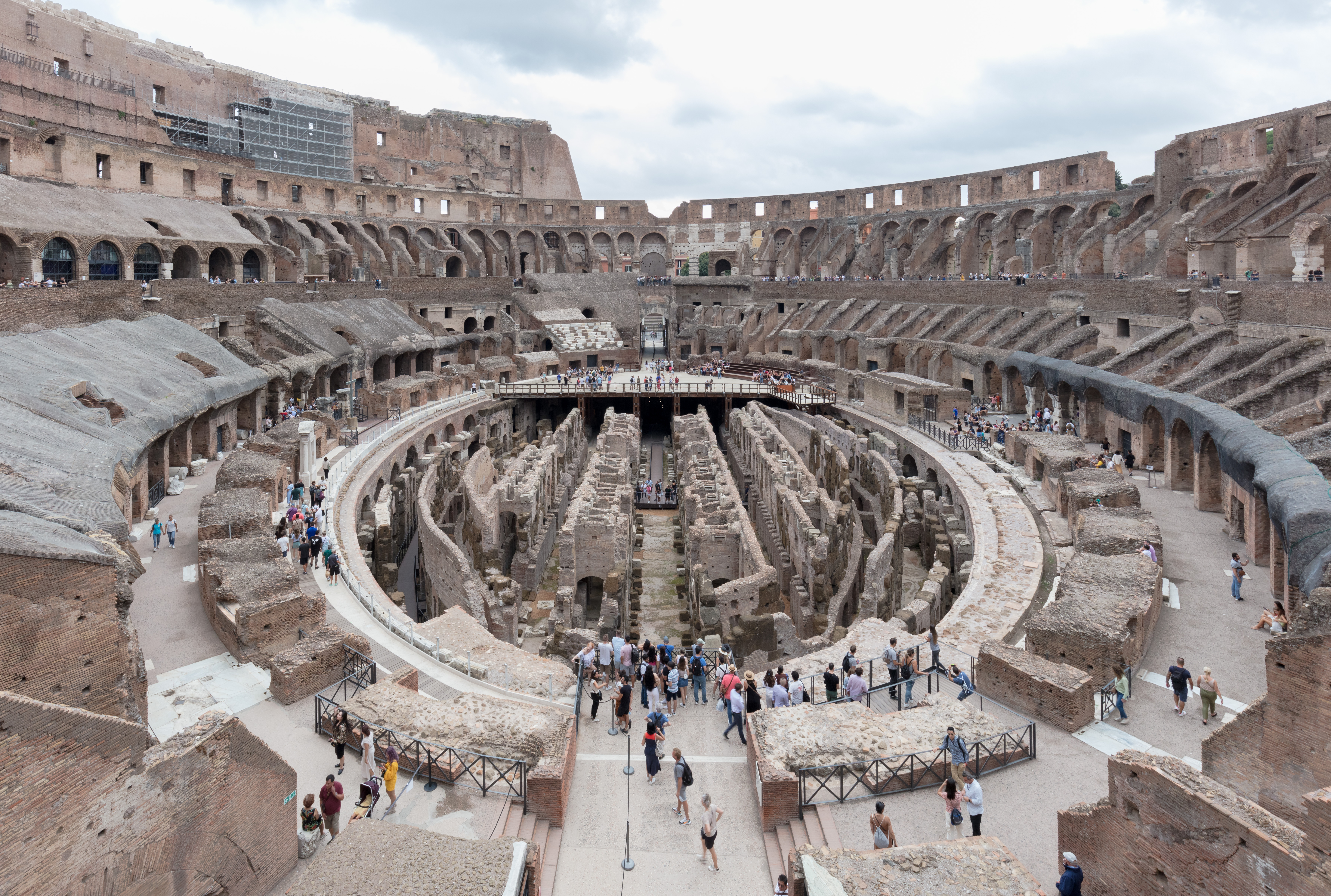
Panorama interioară

Capacitatea enormă a Colosseumului necesita un sistem de acces și de evacuare eficient, pentru care arhitecții au conceput soluții similare celor care există la stadioanele moderne. La parter existau 80 de intrări, dintre care 76 erau destinate spectatorilor de rând. Fiecare intrare era numerotată, precum și fiecare scară. Nordul intrării principale era rezervat împăratului și apropiaților săi, pe când celelalte trei intrări axiale erau destinate elitei. Cele patru intrări axiale erau bogat decorate cu picturi și reliefuri din stuc, dintre care s-au păstrat unele fragmente. Un mare număr de intrări a dispărut prin prăbușirea zidului exterior, dar intrările XXIII la LIV mai există.
Spectatorii primeau bilete sub formă de bucăți de ceramică, pe care erau indicate prin numere secțiunea și rândul. Ajungeau la locurile lor prin mai multe vomitorii care dădeau în tribună. La sfârșitul jocurilor, sau în caz de urgență, evacuarea se putea face  pe acolo în câteva minute.

### Detalii de interior
În conformitate cu Calendarul Codex din 354, Colosseumul ar putea găzdui 87.000 de oameni, cu toate că estimările moderne pun cifra la aproximativ 50.000. Ei au fost așezați într-un aranjament pe niveluri, care reflecta natura rigidă stratificată a societății romane. Cutii speciale erau puse la nord și sud pentru împărat și Virginele Vestale, oferind cele mai bune unghiuri de vedere spre arenă.